# National Museum of Marine Science and Technology
Le National Museum of Marine Science and Technology, en mandarin : 國立海洋科技博物館, est un musée sur la mer situé à Keelung à Taïwan. Il a ouvert en 2014. Il est situé dans des bâtiments d'une ancienne centrale thermique.